# Cvelbar - skalovje
Cvelbar - skalovje este o arie protejată (arie specială de conservare — SAC, sit de importanță comunitară — SCI) din Slovenia întinsă pe o suprafață de 4,57 ha, integral pe uscat.

## Localizare
Centrul sitului Cvelbar - skalovje este situat la coordonatele 46°27′46″N 14°49′49″E / 46.4628°N 14.8302°E.

## Înființare
Situl Cvelbar - skalovje a fost declarat sit de importanță comunitară în aprilie 2004 pentru a proteja un număr necunoscut de specii din flora spontană și fauna sălbatică aflate în arealul zonei. Situl a fost protejat și ca arie specială de conservare în februarie 2012.

## Biodiversitate
Situată în ecoregiunea alpină, aria protejată conține 1 habitat natural: Pante stâncoase silicioase cu vegetație casmofită.
La baza desemnării sitului se află un număr nedeclarat de specii protejate.